# Bob Whitlock (Eishockeyspieler)
Robert Angus „Bob“ Whitlock (* 16. Juli 1949 in Charlottetown, Prince Edward Island) ist ein ehemaliger kanadischer Eishockeyspieler.

## Leben und Wirken
Die World Hockey Association führt Whitlock mit 244 Spielen; die National Hockey League mit einem Spiel. Während seiner Spielerkarriere war Whitlock Mitglied bei den Chicago Cougars, Indianapolis Racers, Los Angeles Sharks und Minnesota North Stars. 